# Cardiocondyla emeryi
Cardiocondyla emeryi es una especie de hormiga del género Cardiocondyla, tribu Crematogastrini, familia Formicidae. Fue descrita científicamente por Forel en 1881.
Se distribuye por Angola, Botsuana, Camerún, islas Canarias, Comoras, Egipto, Gabón, Gambia, Ghana, Costa de Marfil, Kenia, Macaronesia, Madagascar, Malí, Mauricio, Mayotte, Mozambique, Namibia, Nigeria, Reunión, Ruanda, Senegal, Seychelles, Sudáfrica, Sudán, Tanzania, Uganda, Zambia, Zimbabue, Aruba, Bahamas, Barbados, Bermudas, Brasil, Islas Vírgenes Británicas, Costa Rica, Cuba, República Dominicana, Ecuador, islas Galápagos, Granada, Guadalupe, Haití, Honduras, México, Nicaragua, Puerto Rico, San Vicente y las Granadinas, Islas Turcas y Caicos, Estados Unidos, Islas Vírgenes de los Estados Unidos, Borneo, Indonesia, Irán, Israel, Malasia, Omán, Catar, Arabia Saudita, Sri Lanka, Tailandia, Emiratos Árabes Unidos, Vietnam, Yemén, España, Suiza, Australia, Islas Cook, Fiyi, Polinesia Francesa, Nueva Caledonia, Niue, Isla Norfolk, Samoa, Tonga y Wallis y Futuna. Se ha encontrado a elevaciones de hasta 2480 metros. Habita en bosques tropicales, secos y húmedos y zonas urbanas.